# Bombylius fimbratus
Bombylius fimbratus är en tvåvingeart som beskrevs av Johann Wilhelm Meigen 1820. Bombylius fimbratus ingår i släktet Bombylius och familjen svävflugor. Inga underarter finns listade i Catalogue of Life.